# 시니어 콤플렉스
시니어 콤플렉스(senior complex)는 미래형 노인복지 종합단지를 말한다.
서울대 농업생명과학대학 연구팀이 설계한 도시의 중산층 은퇴자들 중에서 농촌 이주를 희망하는 사람들을 위해 지방자치단체에서 시행하는 계획시설이다. 희망자는 일정액의 투자금을 지자체에 맡기면 전용 주거단지를 비롯해 보건ㆍ의료, 체육시설, 문화ㆍ여가시설 등을 제공받을 수 있으며 편안한 노후 보장과 일자리도 제공받을 수 있다. 이전의 실버 산업으로 만들어진 타운들이 부유층을 대상으로 하였다면 시니어 콤플렉스는 중산층에게도 혜택이 돌아갈 수 있게 하는 시설이다. 투자금은 지차체를 통해 지역의 특성화 산업에 투자되고, 일정금액의 이자를 보장해준다. 또한 입주자들은 공동 농장에서 노동을 하고 임금을 받는다.
보건복지부는 2006년 말까지 전국 4곳에 시니어 콤플렉스 시범단지를 조성할 계획이라고 밝힌바 있으며 오는 2008년쯤 첫 입주가 실현될 전망이다. 전북 순창, 전남 곡성 등의 지자체에서 시니어 콤플렉스 유치를 선언하였다.